# Alexander Mocsáry

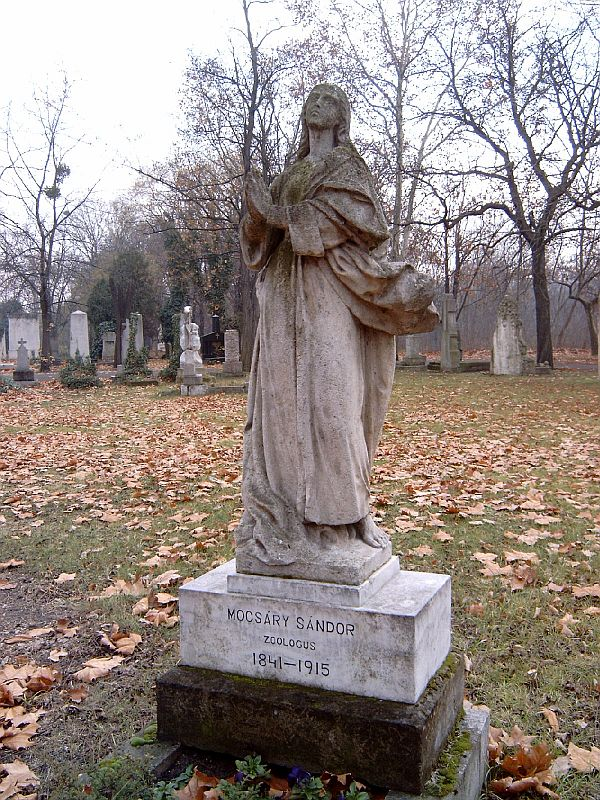
Grabstein

Alexander Mocsáry, ungarisch Sándor Mocsáry, (* 27. September 1841 in Nagyvárad/Großwardein, damals Kaisertum Österreich, heute Rumänien; † 25. Dezember 1915 in Budapest) war ein ungarischer Zoologe und Entomologe. Sein Autorenkürzel war Mocsáry.
Mocsáry war Kurator des Ungarischen Nationalmuseums. Er befasste sich hauptsächlich mit Insekten, allen voran den Hautflüglern. Er beschrieb viele neue Taxa.
Mocsáry trat 1858 nach seiner Gymnasialzeit in den Prämonstratenserorden ein. 1862 verließ er, ohne die Gelübde abgelegt zu haben, aus gesundheitlichen Gründen den Orden. Er studierte in Wien Naturwissenschaften.
Am 27. April 1870 begann er im Ungarischen Nationalmuseum zu arbeiten. 1882 wurde er zum stellvertretenden Direktor und 1910 zum Direktor ernannt. 1914 ging er in den Ruhestand.
1884 wurde er korrespondierendes Mitglied in der Ungarischen Akademie der Wissenschaften und 1910 erhielt er das Offizierskreuz des Franz-Joseph-Ordens. Nach ihm wurden mindestens 65 Arten und eine Gattung benannt.